# Tisůvka
Tisůvka je vrchol v pohoří Žďárské vrchy v okrese Žďár nad Sázavou v Kraji Vysočina. Nachází se 1 km západně od obce Cikháj a šest kilometrů jihozápadně od Devíti skal. Na vrcholu dosahujícím nadmořské výšky 804 m se nachází rulová skála, která je přírodní památkou. Vrchol je zalesněný, bez rozhledu.

## Předmět ochrany
Předmětem ochrany jsou vrcholové rulové skály, geomorfologicky významné skalní tvary mrazových srubů, včetně vegetace silikátových skal spolu s přilehlými lesními porosty. Chráněné území je v péči správy Chráněné krajinné oblasti Žďárské vrchy.